# Without You (singel av Avicii)
"Without You" är en engelskspråkig sång av Avicii, featuring Sandro Cavazza skriven av Carl Falk, Salem Al Fakir, Tim Bergling, Vincent Pontare, Dhani Lennevald och Sandro Cavazza. Låten släpptes den 11 augusti 2017 på EP-albumet Avīci (01). Låten blev Aviciis sjunde låt som nådde topplacering på Sverigetopplistan.
Den 13 oktober 2017 släpptes en officiell remix av Otto Knows, Merk & Kremont och Rob Ada.  Låten framfördes första gången av Avicii under mars 2016. Låten låg ett år på Svensktoppen och var etta under 21 veckor i sträck. 4 februari 2021 släpptes en cover av Sarah Dawn Finer.

## Listplaceringar
| Lista             | Placering |
| ----------------- | --------- |
| Sverigetopplistan | 1         |
| Digilistan        | 1         |
| Svensktoppen      | 1         |